# Damkiéta
Damkiéta est une commune rurale située dans le département de Saponé de la province du Bazèga dans la région du Centre-Sud au Burkina Faso.

## Géographie
Le village de Damkiéta est situé à 2 km au Sud-Ouest de Saponé sur la route départementale 39.

## Santé et éducation
Le centre de soins le plus proche de Damkiéta est le centre médical de Saponé.